# Премия (Италия)
 Тази статия е за селото в Северна Италия.  За вида възнаграждение вижте Премия.  
Прѐмия (на италиански и на пиемонтски: Premia) е село и община в Северна Италия, провинция Вербано-Кузио-Осола, регион Пиемонт. Разположено е на 800 m надморска височина. Населението на общината е 582 души (към 2010 г.).